# Lago di Sils
Il lago di Sils (in tedesco Silsersee, in romancio lej da Segl, in italiano storico lago di Siglio) è un lago dell'Alta Engadina, nel cantone dei Grigioni, in Svizzera. il nome deriva da quello del paese sulle sue sponde: Sils im Engadin/Segl. Seguendo il corso dell'Inn, precede i laghi di Silvaplana e di Sankt Moritz.
Nella parte nord-orientale del lago si trova la penisola di Chastè, alla punta della quale è stata posta una targa in onore di Friedrich Nietzsche con inciso un passaggio del libro Così parlò Zarathustra.
All'interno del lago vi è anche una piccola isola, chiamata Chaviolas.

## Galleria d'immagini

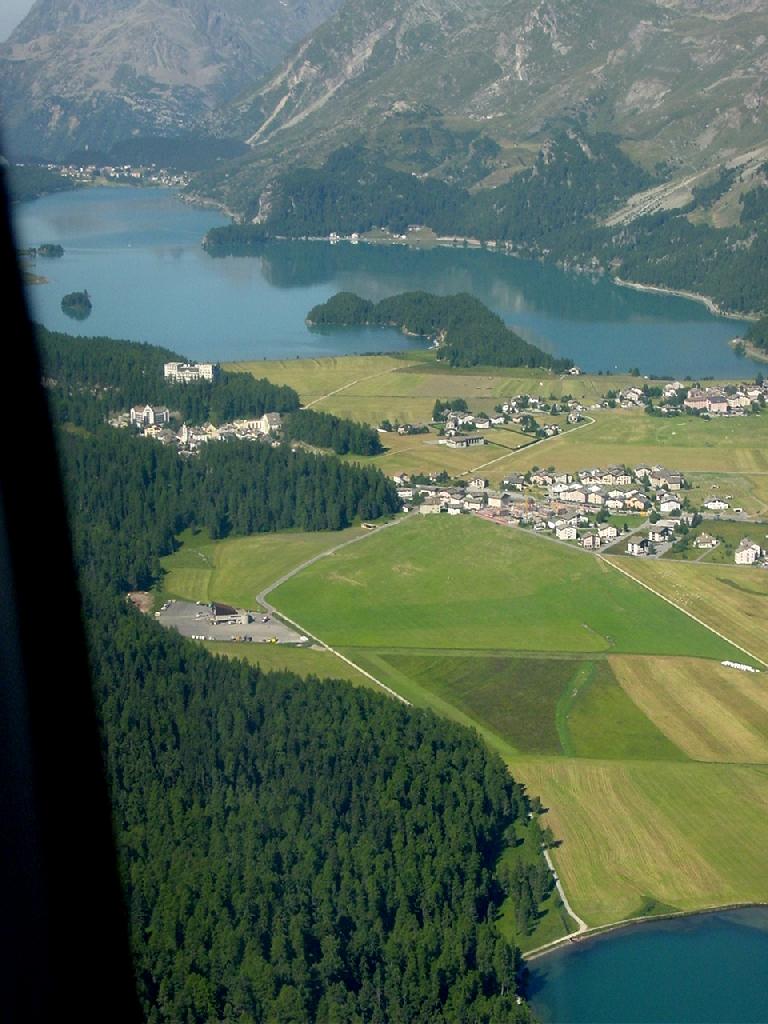
Vista dall'alto del lago e della penisola di Chasté.
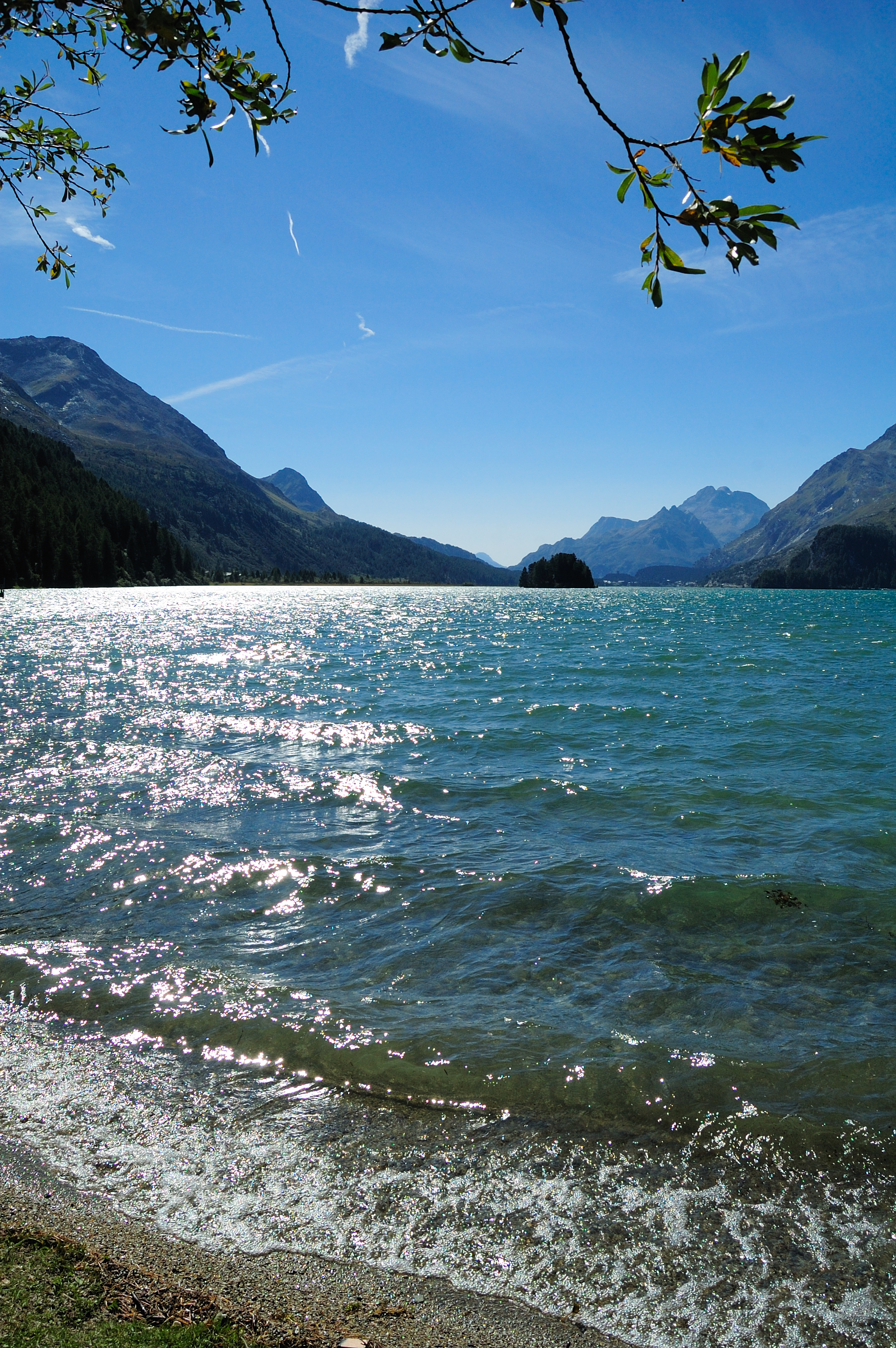
Sponda del lago di Sils.
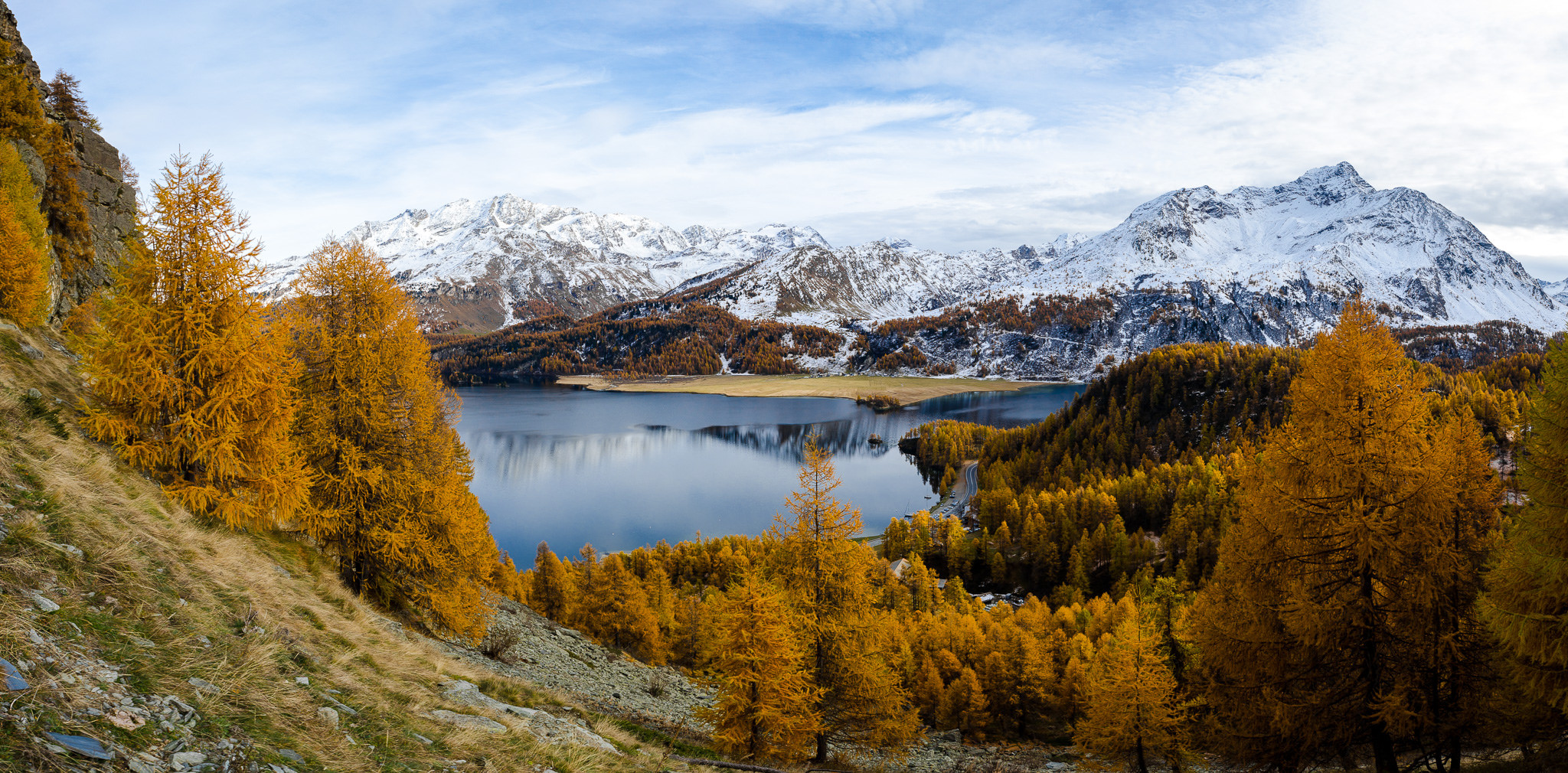
Panorama autunnale.